# Малх
Вижте пояснителната страница за други личности с името Малх.
Малх Картагенски е военачалник и владетел на пунически Картаген. Известно е, че управлява от средата на VI век пр.н.е. до приблизително до 535 г. пр.н.е.
След смъртта на Дидона, върховната власт в Картаген е в ръцете на т.нар. принцепси, нейни сподвижници и техните потомци. Своеобразният Съвет на/от най-благородните семейства управлява до около 535 г. пр.н.е. когато Малх се опитва да завземе върховната власт със сила, след което не е в състояние да задържи властта и е начело на Пунически Картаген само за кратко. По неизвестни днес причини той скоро след обсебването на властта губи влияние и е екзекутиран. Въпреки това, явно по онова време в Картаген са съществували условия и нагласи способствали за установяване на режим на еднолична власт. След смъртта на Малх, начело на Картаген застава Магон, който основава и новата и втора след Дидоните управляваща Картаген династия – тази на Магонидите.